# Cajamar
Cajamar is een gemeente in de Braziliaanse deelstaat São Paulo. De gemeente telt 63.675 inwoners (schatting 2009).

## Aangrenzende gemeenten
De gemeente grenst aan Caieiras, Franco da Rocha, Jundiaí, Pirapora do Bom Jesus, Santana de Parnaíba en São Paulo.